# Chamesol
 Chamesol  es una población y comuna francesa, en la región de Franco Condado, departamento de Doubs, en el distrito de Montbéliard y cantón de Saint-Hippolyte.

## Demografía
| 336 | 300 | 282 | 306 | 310 | 328 |
| Para los censos de 1962 a 1999 la población legal corresponde a la población sin duplicidades (Fuente: INSEE [Consultar]) |     |     |     |     |     |